# Dialog cu iudeul Trifon
Dialog cu iudeul Trifon este primul tratat apologetic major din istoria creștinismului. Tratatul are forma unui dialog filozofic între Iustin Martirul și iudeul Trifon, care își propune să demonstreze natura mesianică a lui Isus și faptul că creștinismul este adevăratul continuator al revelației biblice (''Verus Israel''). 